# 2959 Scholl
2959 Scholl è un asteroide della fascia principale del diametro medio di circa 34,11 km. Scoperto nel 1983, presenta un'orbita caratterizzata da un semiasse maggiore pari a 3,9448301 UA e da un'eccentricità di 0,2744160, inclinata di 5,23223° rispetto all'eclittica.
L'asteroide è dedicato all'astronomo tedesco Hans Scholl.